# Этнографические и субэтнические группы поляков
Этнографи́ческие и субэтни́ческие гру́ппы поля́ков — локальные группы польского населения различного происхождения, имеющие собственное самоназвание, осознание отличия от других групп поляков, культурные, языковые и иные особенности. Формирование особых этнокультурных черт в разных регионах Польши было обусловлено длительной политической разобщённостью польских земель. Во многом региональные особенности складывались в пределах основных польских исторических областей (Великопольши, Малопольши, Мазовии, Силезии, Поморья), восходящих к племенным территориям полян, вислян, мазовшан, слензан и поморян.
С развитием промышленности и ростом урбанизации с конца XIX века начались процессы нивелировки этнографических различий поляков, ряд субэтносов слился с основным массивом польского этноса, в то же время некоторые субэтнические группы устойчиво сохраняются до настоящего времени.

## Основные группы
К основным этнографическим группам поляков, территории расселения которых отчасти совпадают с ареалами основных польских диалектов (великопольским, малопольским, мазовецким, силезским и кашубским), относят: на западе и в центральных районах Польши — великополян, ленчицан и серадзян, на юге и юго-востоке — малополян, на северо-востоке — мазовшан (мазуров), на юге — силезцев, на севере, на побережье Балтийского моря — поморяне (включая кашубов). Иногда в число данных групп включают куявян, прусских мазуров и вармяков. Особо выделяют группы Восточных Кресов и Возвращённых земель. Кашубов и силезцев в настоящее время часто рассматривают как отдельные народы со своими языками — кашубским и силезским. В каждую из указанных основных групп поляков в свою очередь входят сравнительно небольшие по численности и области расселения локальные субэтносы.

## Великополяне

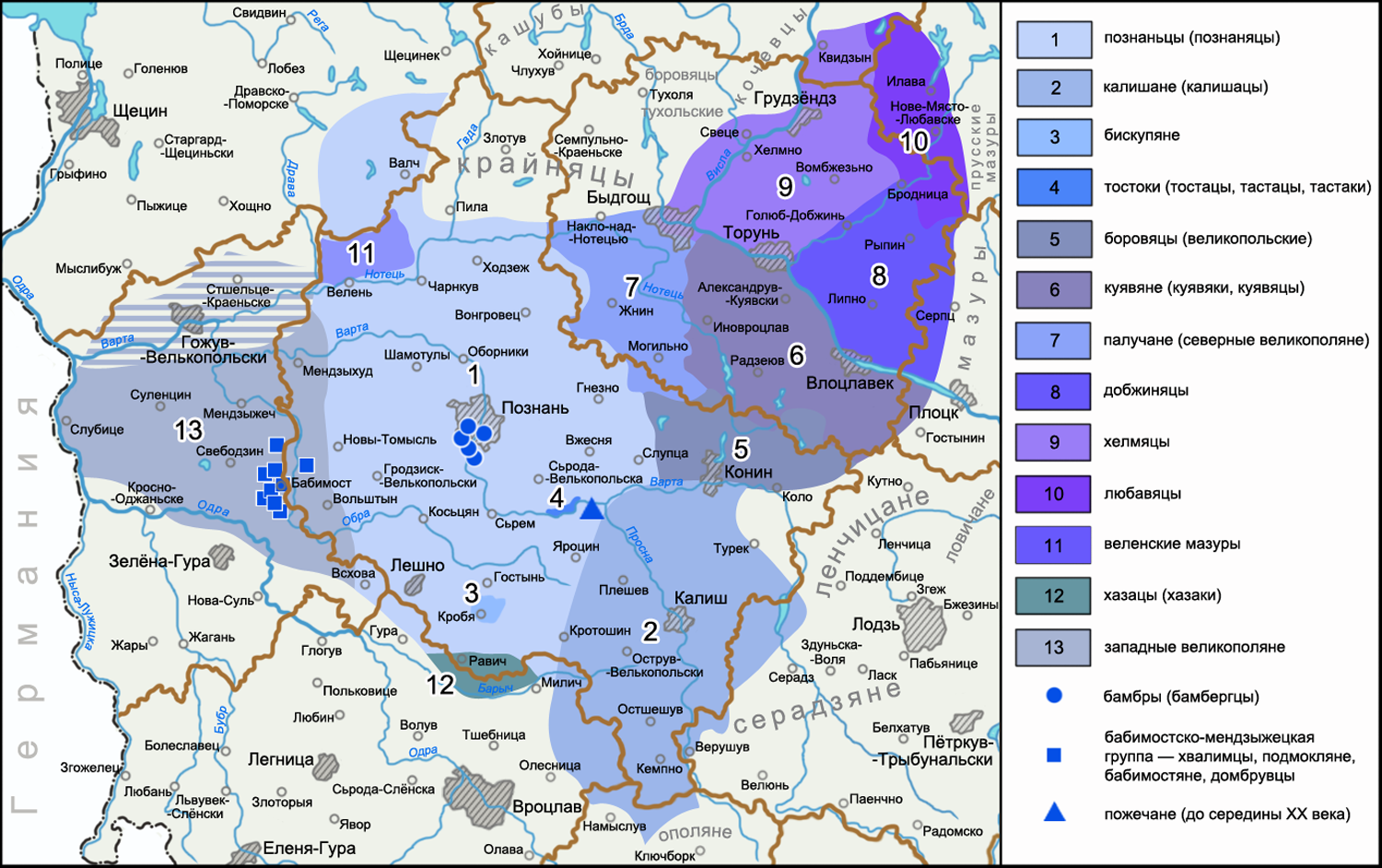
Карта великопольских субэтнических групп (согласно исследованиям Камоцкий, Януш)

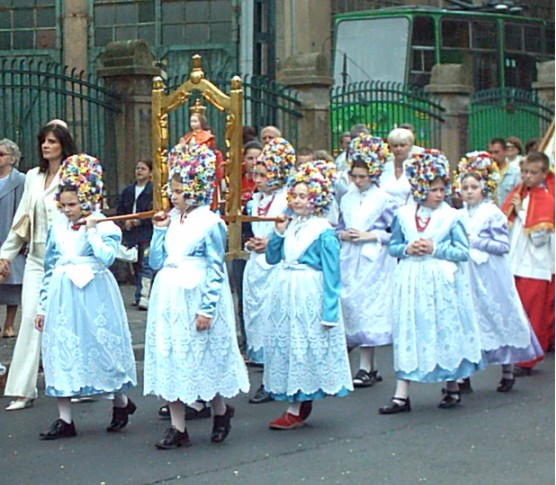
Представители великопольских бамбров (бамбергцев) в народных костюмах во время праздничной церемонии

Великополяне населяют исторический регион Великопольшу. Их объединяют складывавшиеся в данном регионе в течение многих веков общие традиции и элементы культуры, а также общие языковые особенности — в разной степени сохранившиеся черты великопольского диалекта. В прошлом в составе великополян выделялось до тридцати различных субэтнических и прочих этнолокальных групп различного происхождения (некоторые этнографы насчитывают до сотни этнолокальных великопольских групп). Часть из них сохранила свои этнокультурные особенности до начала XXI века, часть — полностью слилась с окружающим этническим массивом. К числу великопольских групп относились ранее или относятся в настоящее время бабимостско-мендзыжецкая (западновеликопольская) группа (включающая хвалимцев, подмоклян, бабимостян и других жителей бывшего польско-германского пограничья), бамбры (бамбергцы), бискупяне, боровяцы веленские мазуры, дзержацы, калишане, куявяне, палучане, познаньцы, пожечане, тостоки, хазацы (лесняки) и другие.
В исследованиях польских этнографов великопольская территория может иметь разные границы и включать различное число субэтнических групп. Так, например, в работе Я. Камоцкого Zarys grup etnograficznych w Polsce выделяется особая группа западных великополян (в 1950-х годах этнографы называли их любушанами, но это название так и не закрепилось за этой группой), куда были включены переселенцы из Центральной Великопольши в Любушскую землю. Кроме того, Я. Камоцкий не включает в состав великополян крайняцей, которых относит к поморянам, но включает добжиняцей, хелминяцей и любавяцей, которых остальные этнографы чаще всего причисляют к поморянам. Я. С. Быстронь выделял собственно великополян (с группами познаньцев, северных великополян, калишан и крайняцей) и куявян. Как особые группы он отмечал жителей лесных районов (веленских мазуров, лесняков и боровяцей) и группы с иноэтничной основой (бамбров, хазацей и хвалимцев). Группы добжиняцей, хелминяцей и любавяцей он относил к поморянам. Наименьшую по охвату территорию великополян выделяет А. В. Бжезиньская. Она не относит к великополянам помимо прочих групп на северо-востоке также куявян и боровяцей, не причисляет к отдельной группе калишан, но отмечает при этом этнографические особенности у жителей Буковца-Гурного и окрестностей Шамотул, которых рассматривает как отдельные группы буковян и шамотулян.
Великопольские субэтнические группы имеют различное происхождение. Среди них выделяются субэтносы, основу которых составляют потомки переселившихся в разное время в Великопольшу немцев и голландцев: бамбры (бамбергцы), ганноверцы и олендры. Вероятно силезское происхождение имеют группы хвалимцев и хазаков. Они появились в Великопольше предположительно в результате миграций из Силезии или же являются автохтонным населением бывшего великопольско-силезского пограничья, не подвергшимся германизации как остальные славяне Нижней Силезии. Благодаря особым правам и способам ведения хозяйства, связанным с церковным владением землями, сложилась группа бискупян. Особые природные условия (крупные лесные массивы, болотистые почвы по берегам рек и т. п.) способствовали формированию в относительной изоляции таких субэтносов, как веленские мазуры и тостоки. Своеобразные язык и культура сложились у населения исторических регионов Великопольши (куявян, калишан, палучан) и у жителей сёл польско-немецкого пограничья (домбрувцев, бабимостян, подмоклян и других).
Согласно польской переписи населения 2011 года, 1515 жителей Польши в ответе на вопрос о национальной принадлежности указали принадлежность к великополянам.

## Малополяне

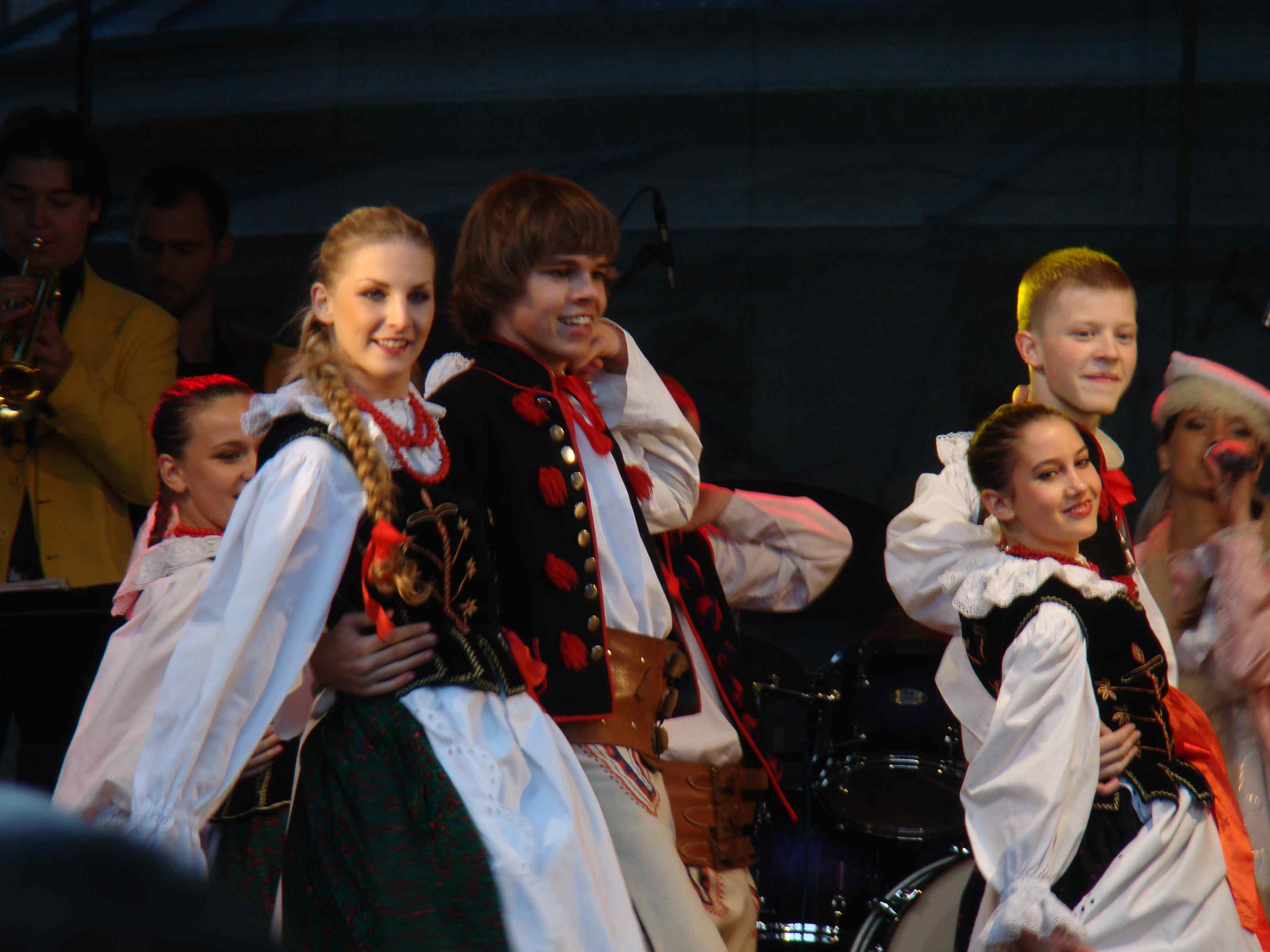
Участники фольклорного коллектива живецких гуралей в народных костюмах

Малополяне населяют историческую область Малая Польша — районы распространения малопольского диалекта.
К малопольским субэтносам относятся заглембовцы, краковяки, люблинцы, лясовяки, погоряне, сандомирцы, сондецкие ляхи и другие. Особо выделяются группы гуралей, населяющие горные районы южной Польши, в их числе бабьегорцы, живецкие гурали, загужане, оравские гурали, подгальские гурали, сондецкие гурали и спишские гурали. Часть области расселения гуралей расположена на территории Словакии.

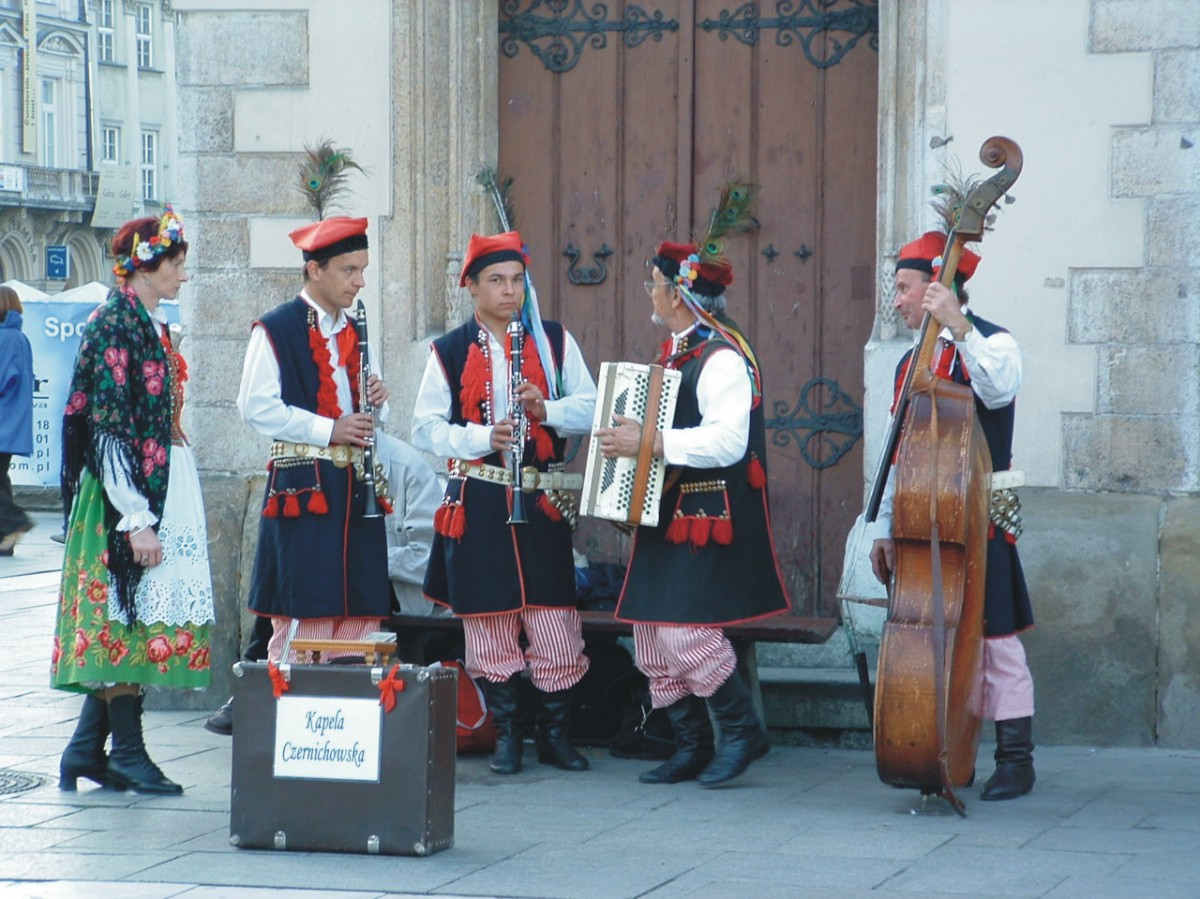
Оркестр краковяков в Краковский народный костюм

На формирование гуральских субэтносов помимо прочего оказали влияние особые природные условия. Жизнь в горных районах Малопольши способствовала возникновению специфических местных особенностей хозяйства и традиционной культуры. В частности, у гуралей сохранились традиции отгонного скотоводства. Владельцы овец по местным обычаям выбирают старшего пастуха (бацу), у которого есть помощники (юхаси) и погоняльщик (хонельник). Горные районы Малопольши (как и горные районы Силезии) являются одним из немногих польских регионов, часть сельских жителей которых носят традиционную народную одежду повседневно. В горах мужчины носят короткую льняную рубаху с запонкой из серебра или других металлов, штаны из белого сукна с вышитым на них сердцевидным узором, широкий кожаный пояс, короткую куртку из белой шерсти (цуху). Женщины носят юбку из узорной или однотонной ткани, рубаху, безрукавку. В зимнее время гурали носят кожухи. Для гуральского региона также характерны традиционные способы приготовления пищи, в гуральской кухне отмечается ряд специфических блюд, например, фигурные сыры, кислые напитки из молока и т. д. Условия относительной изоляции в горных долинах способствовали образованию большого разнообразия этнографических особенностей у тех или иных групп гуралей — живецких, оравских, подгальских и других. Отличаются своеобразием и равнинные регионы Малопольши. В частности, особые черты имеет традиционный народный костюм краковян: у мужчин — рубаха с отложным воротником, штаны в полоску, синий кафтан с богатой вышивкой, конфедератки, тёплые меховые шапки, шляпы и другие головные уборы; у женщин — женская юбка из ткани в цветочек, передник тюлевый или полотняный, поверх рубахи — суконный или бархатный корсаж с золотым или серебряным шитьём, металлическими пластинками и другими элементами украшений.
Согласно переписи населения 2011 года, 2935 человек в Польше назвали себя гуралями, к заглембовцам отнесли себя 853 человека.
В Подгалье местные гуральские говоры используются в письменности, на них создаются литературные произведения. По итогам переписи 2011 года 604 жителя Польши назвали гуральские говоры языком домашнего общения.

## Мазовшане
Мазовшане, или мазуры, населяют историческую область Мазовия, на территории которой распространены говоры мазовецкого диалекта.
Основные субэтнические группы мазовшан: вармяки, курпы, ловичские ксенжаки (ловичане), побожане, подляшане, подляшские мазуры, прусские мазуры, равские мазуры, собственно мазуры, южные мазуры и другие. Некоторые этнографы выделяют вармяков и прусских мазуров в отдельную от мазовшан этнографическую группу.
Формирование различных групп мазовшан происходило под влиянием разнообразных факторов. Так, например, субэтнос прусских мазуров складывался в особых природных условиях Мазурского Поозёрья, для хозяйства которого важную роль играло рыболовство. Так же, как и в Поморье, Силезии и Западной Великопольше в Мазурии наиболее сильно проявились процессы германизации. Немецкое влияние выразилось, в частности, в принятии прусскими мазурами лютеранства, обособившего их от большинства остальных поляков, исповедующих католическую веру. Кроме того, мазурские говоры заимствовали многочисленные германизмы из нижнепрусского диалекта немецкого языка. Значительным этнографическим своеобразием выделяются также окрестности Ловича, населённые ловичскими ксенжаками. В этом регионе в отличие от большинства других районов Польши всё ещё сохраняются обычаи повседневного ношения народных костюмов. Ловичская традиционная одежда отличается использованием полосатых тканей, из которых сшиты юбки, передники, женские накидки, мужские штаны.
По данным польской переписи населения 2011 года, 1376 человек назвали себя мазурами, 332 человека — мазовшанами, 269 человек — курпами.

## Серадзяне и ленчицане

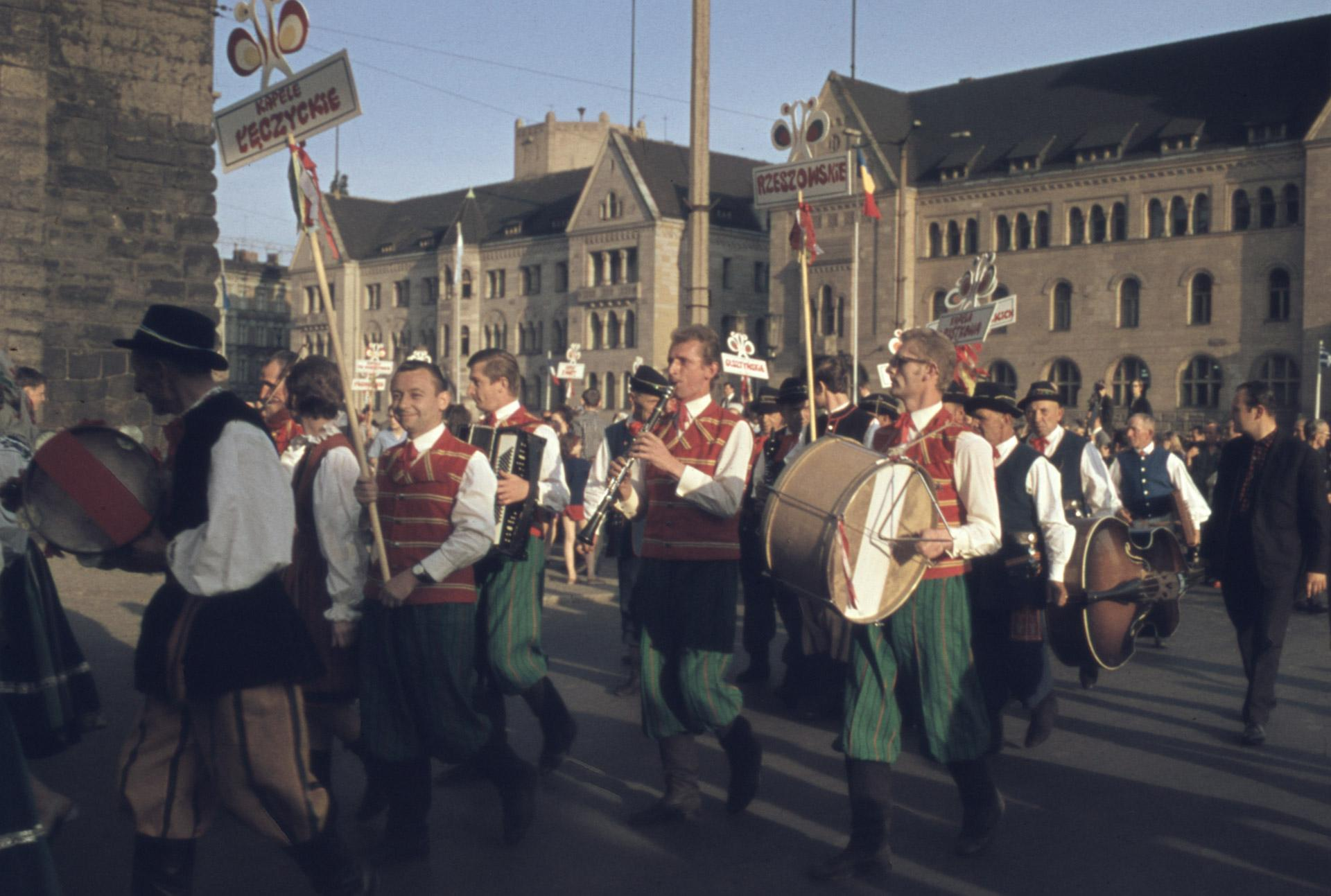
Музыканты Ленчицкого оркестра в народных костюмах

Серадзско-ленчицкие субэтнические группы населяют регионы в центральных районах Польши. В сельской местности отчасти сохраняются ленчицкие и серадзские говоры малопольского диалекта. В разное время данные группы испытали влияние поляков соседних областей: Силезии, Малопольши, Великопольши и Мазовии. Серадзско-ленчицкий этнографический регион делится на две части — северную, в которую входят ленчицане, и южную, которую составляют серадзские группы. К последним, согласно данным Я. Камоцкого, относят собственно серадзян, пётркувскую группу, опочнян и велюньско-радомщанскую группу. Ленчицане по особенностям народной культуры и диалектным чертам тесно связаны с Мазовией и Великопольшей, а серадзяне — с Силезией, Малопольшей и Великопольшей.

## Силезцы

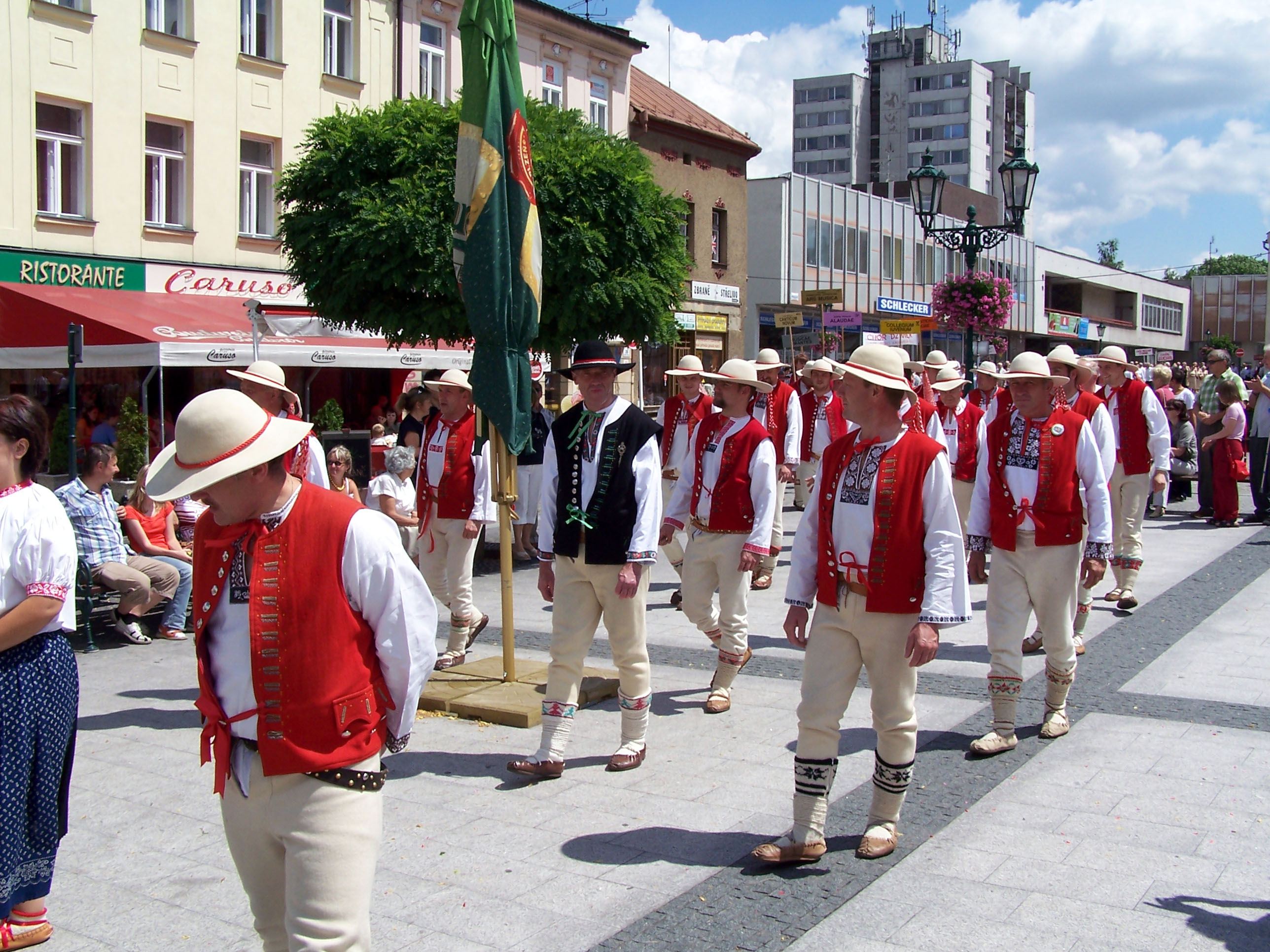
Представители яблонковских гуралей в народных костюмах (Чехия)

Основная область расселения современных силезцев — Верхняя Силезия, небольшая часть которой расположена на территории Чехии. Название региона и этнографической группы восходит к названию древнего лехитского племени слензан. Ранее потомки слензан населяли также Нижнюю Силезию, но в результате немецкой экспансии славяне этого региона были онемечены. Значительные отличия силезцев от остального польского этнического массива вызваны длительной политической изоляцией Силезии, находившейся под властью немцев. В настоящее время ряд общественно-политических организаций Силезии выдвигает требования создания культурной автономии и признания силезцев отдельным народом, а их диалектов — самостоятельным языком.
В составе силезцев выделяются такие субэтнические группы, как ополяне, гужане (гуражи, бытомцы), пщинско-рыбницкие силезцы, рацибужане, силезские ляхи (дуляне), моравцы (моравяне), силезские гурали, валахи, яблонковские яцки, чадецкие гурали и другие. Некоторые из субэтносов могут включать в свой состав ряд локальных групп. Например, в составе ополян выделяют заоджоков, голёков, баёков, оджиков, боросов, крысёков, кобылёжей, леснёков и подлесёков.

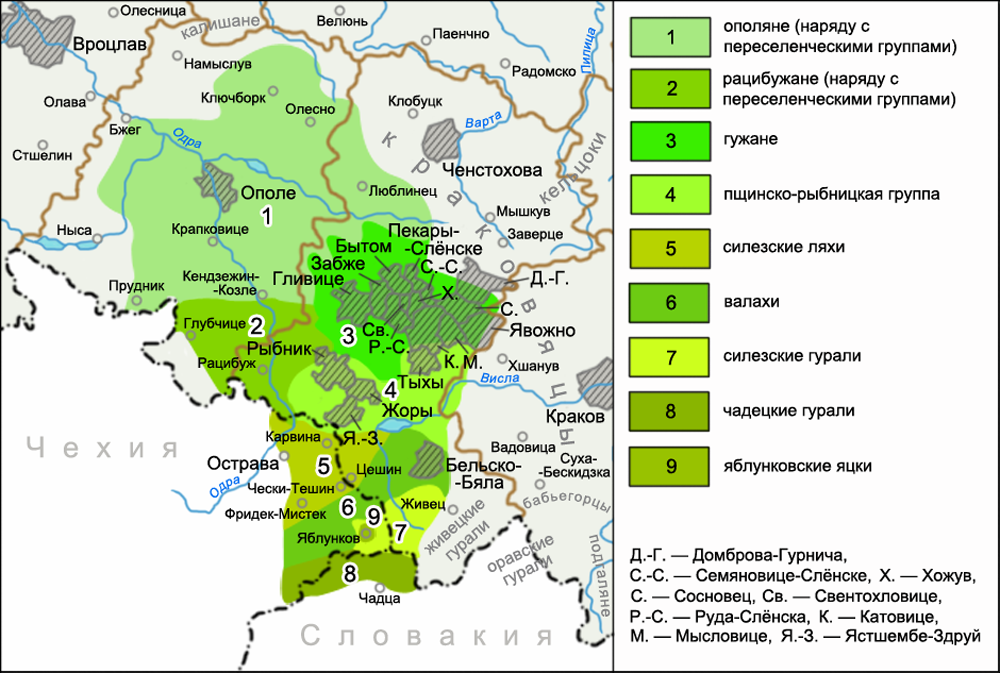
Карта силезских субэтнических групп (согласно исследованиям Камоцкий, Януш)

На формирование культурно-бытовых особенностей силезских гуралей, как и на формирование этнолокальных черт малопольских гуралей, значительное влияние оказали природные условия и географическое положение области их расселения. В горных районах у гуралей складывалась своеобразная культура и особые способы ведения хозяйства, в частности, наличие специфических черт народного костюма и распространение традиции отгонного скотоводства.
Согласно результатам переписи населения 2011 года, в Польше проживают 847 тысяч силезцев. 926 человек, жители Тешинской Силезии, отнесли себя к отдельной этнической группе тешинских силезцев. Языком домашнего общения силезский назвали в 2011 году 529,4 тысяч человек.

## Поморяне

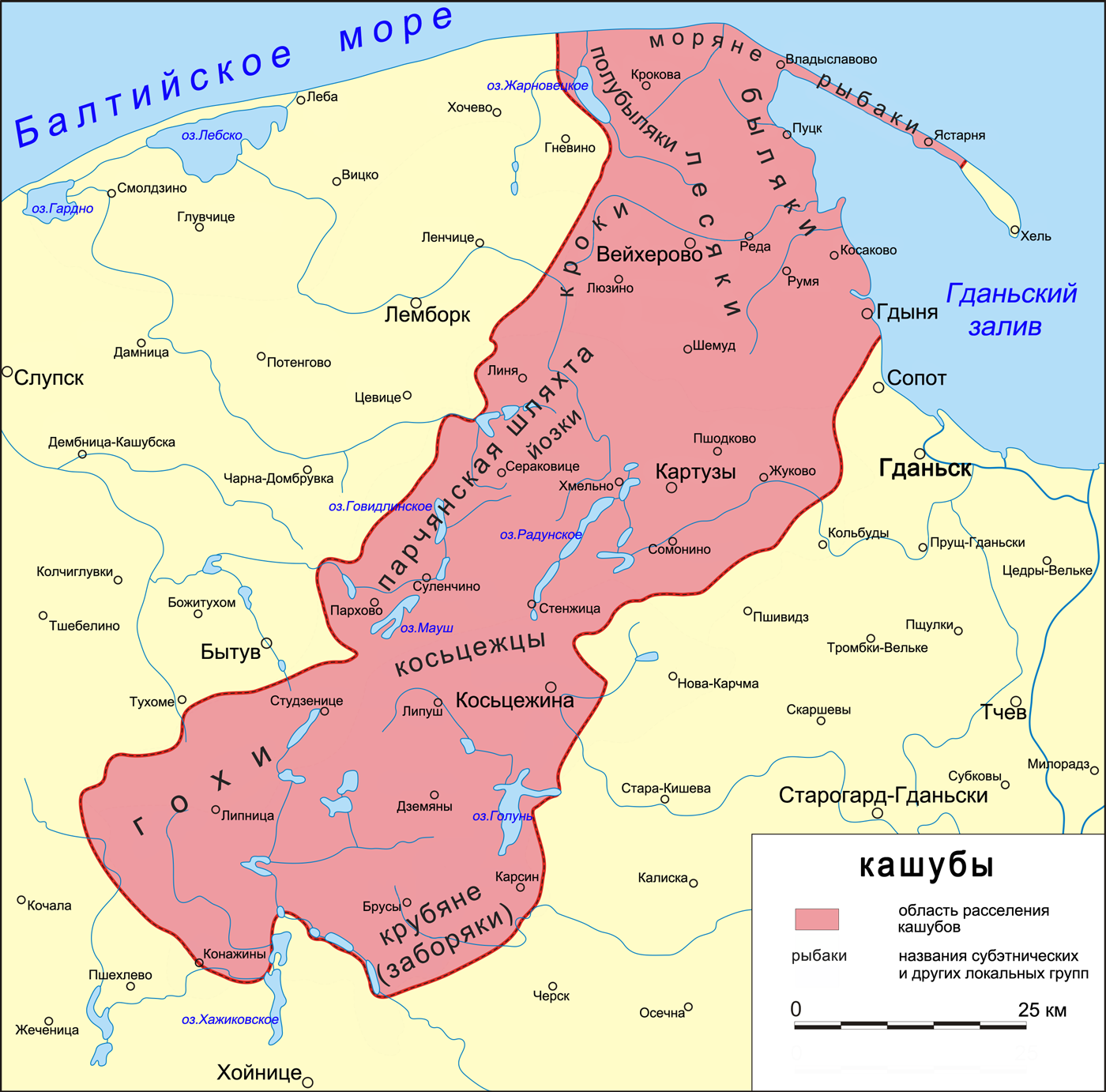
Этническая территория и группы кашубов в конце XX века

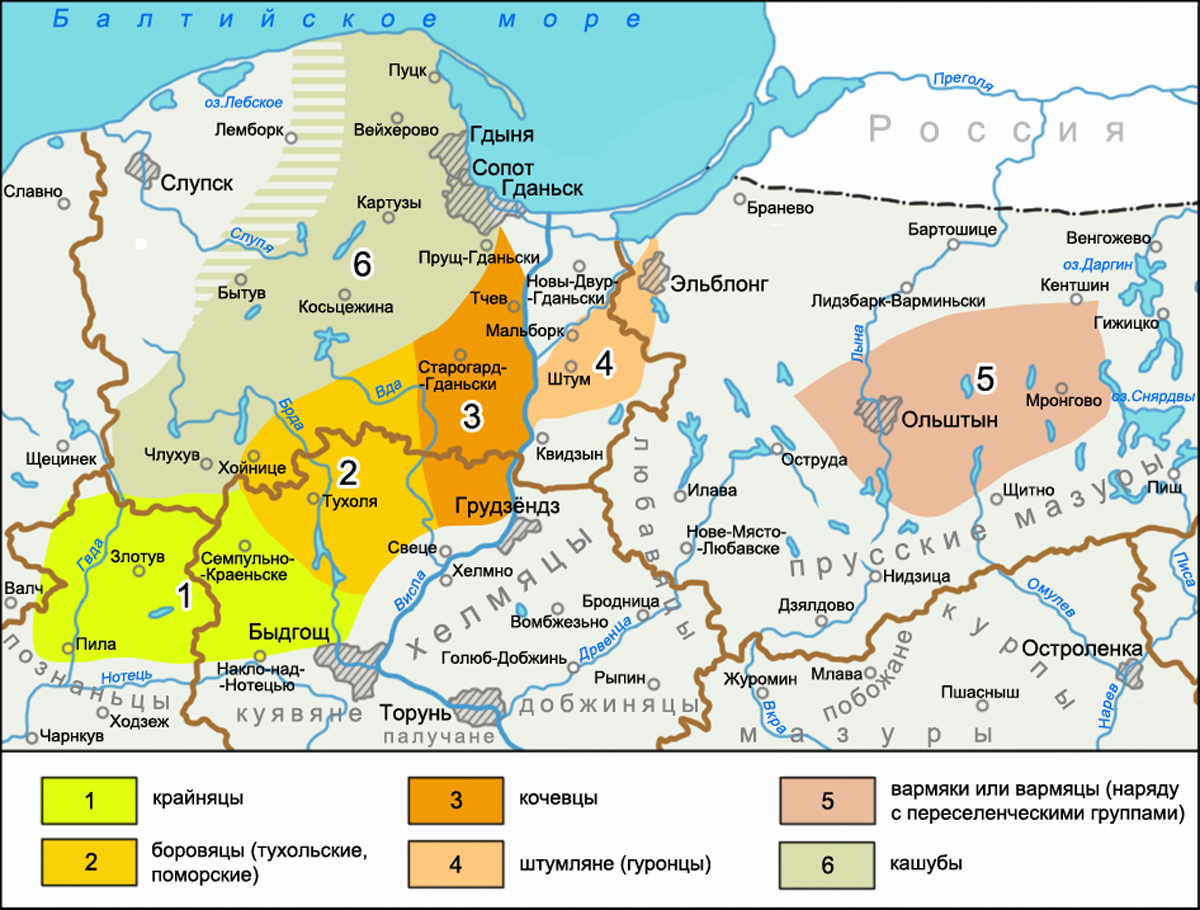
Карта поморских субэтнических групп (согласно исследованиям Камоцкий, Януш)

Субэтнические группы поморян: боровяцы тухольские, добжиняцы, кочевцы, крайняцы, любавяцы, хелминяцы.

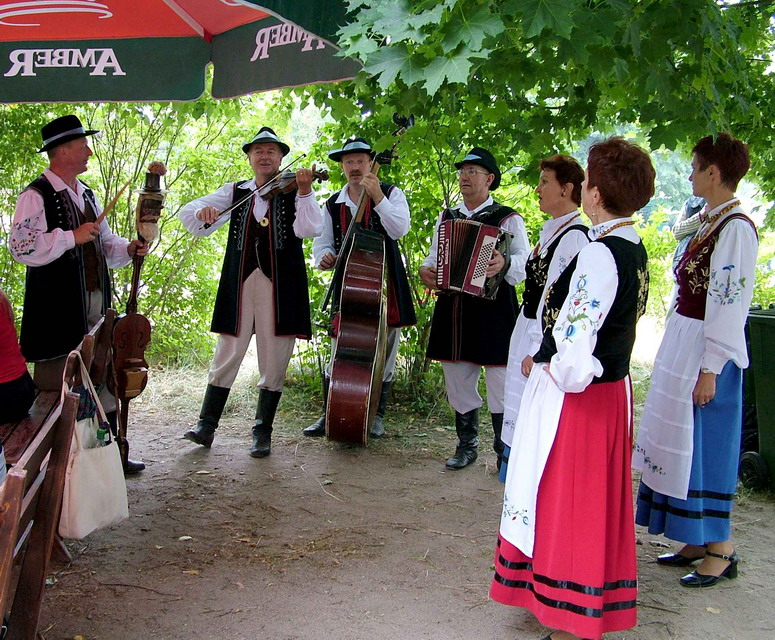
Участники кашубского фольклорного коллектива в Кашубский народный костюм

Среди поморян особо выделяется группа кашубов, которую часто рассматривают как отдельную народность, говоры кашубов, ранее считавшиеся кашубским диалектом польского языка, в настоящее время признаются самостоятельным западнославянским языком.
Этнический массив кашубов не является однородным. На территории Кашубии в разное время выделялись такие субэтнические группы, как лесоки, моряне, крубяне (заборяки), гохи, словинцы, кабатки, йозки, косьцежинцы, парчянская шляхта, быляки (белёки) (включая гбуров, ребоков, заблочан и т. д.).
На формирование этнографического своеобразия Поморья и образование поморянских субэтнических групп оказало влияние множество факторов. Важнейшим из них было обособленное положение Поморья в течение длительного времени по отношению к остальным польским землям. Относительная изоляция Поморья и слабость процессов консолидации с Польшей были вызваны не только непрочностью политических связей поморских земель с древнепольским государством, но и особыми условиями социально-экономического и культурного развития Поморья (длительное господство язычества и т. д.). Поморье (наряду с Силезией, Мазурией и Западной Великопольшей) было регионом, который наиболее сильно подвергся германизации. В частности, славянское население Западного Поморья было полностью онемечено уже на раннем этапе этнической истории поляков. Германизация в Поморье продолжалась вплоть до начала XX века, когда исчезли такие субэтнические группы кашубов, как словинцы и кабатки. Этнографические особенности поморян складывались также под влиянием природных условий региона. В Западном и Восточном Поморье издревле было развито морское рыболовство, в некоторых районах до наших дней сохраняются старинные рыбацкие артели (машоперии), изредка встречаются архаичные обычаи коллективного лова рыбы.
По данным переписи 2011 года, в Польше проживают 232,54 тысячи кашубов, 3065 человек назвали себя кочевцами, 838 человек — боровяками. Языком домашнего общения кашубский назвали 108,1 тысяч человек.